# Speyeria rhodope
Speyeria rhodope är en fjärilsart som beskrevs av Edwards 1874. Speyeria rhodope ingår i släktet Speyeria och familjen praktfjärilar. Inga underarter finns listade i Catalogue of Life.